# Macizo de Mandara

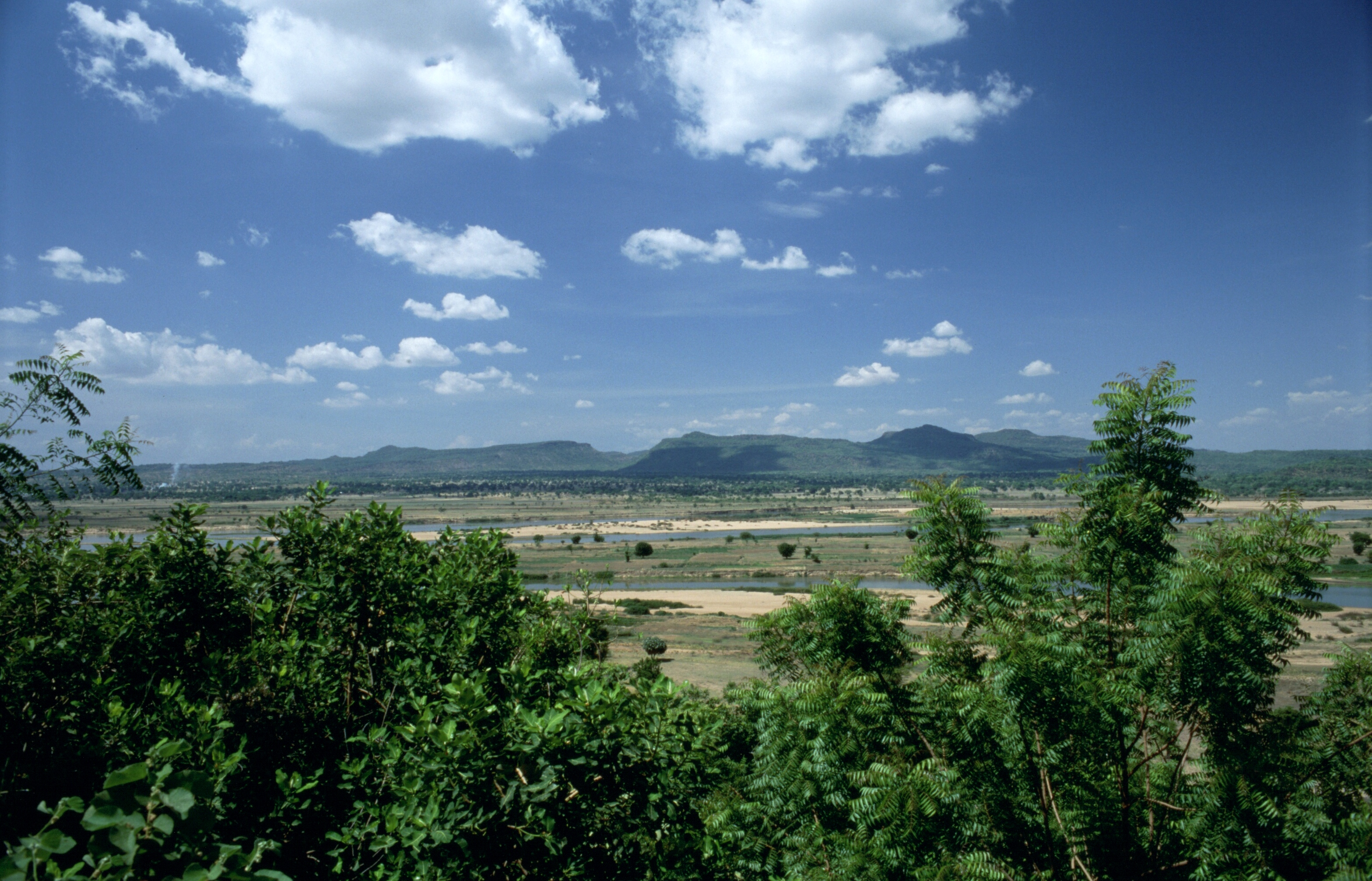
El macizo de Mandara desde Jimeta/Yola.

El macizo de Mandara (Monts Mandara) es una cordillera volcánica que se extiende unos 200 km a lo largo de la parte norte de la frontera entre Camerún y Nigeria, desde el río Benue en el sur hasta el noroeste de la ciudad de Maroua en el norte. 
Es una región densamente poblada, principalmente por hablantes de lenguas chádicas.
El monte Oupay es el pico más alto del macizo, con 1494 m.